# Kuwuubi
Kuwuubi (auch: Cuvùmbi) ist eine winzige Insel von Somalia. Sie gehört politisch zu Jubaland und geographisch zu den Bajuni-Inseln, einer Kette von Koralleninseln (Barriereinseln), welche sich von Kismaayo im Norden über 100 Kilometer bis zum Raas Kaambooni nahe der kenianischen Grenze erstreckt.

## Geographie
Die Insel schließt sich im Norden an Juula und Yondiyoond an. In der Umgebung liegen zahlreiche weitere Riffinselchen, unter anderen Kiwamooka, Bawaadi und Bengadiine. An dieser Stelle bildet das Saumriff mehrere hintereinanderliegende Riffkronen zum Meer hin aus.

## Klima
Als Klima herrscht heißes Steppenklima mit Monsuneinfluss.